# Air Transat
 (octobre 2010).
Si vous disposez d'ouvrages ou d'articles de référence ou si vous connaissez des sites web de qualité traitant du thème abordé ici, merci de compléter l'article en donnant les références utiles à sa vérifiabilité et en les liant à la section « Notes et références ».
Pour les articles homonymes, voir Air (homonymie).
Air Transat (code AITA : TS ; code OACI : TSC) est une compagnie aérienne québécoise basée à Montréal. Elle exploite des vols internationaux, réguliers et nolisés depuis le Québec et tout le Canada. La compagnie appartient au groupe Transat A.T. inc. spécialisé dans l'organisation de voyages de vacances.
Elle dessert quelque 60 destinations dans plus de 30 pays. Ses principales destinations estivales sont l'Europe et le Canada. Durant l'hiver, elle dessert surtout les Antilles, le Mexique, les États-Unis et l'Amérique centrale. La société emploie plus de 2 500 personnes. Elle a été élue meilleure compagnie aérienne de loisirs au monde en 2023 selon le classement de Skytrax.
Ses principales bases sont l'aéroport international Pierre-Elliott-Trudeau de Montréal, l'aéroport international Pearson de Toronto, l'aéroport international de Vancouver et l’aéroport international Jean-Lesage de Québec.

## Historique
Fondé en 1986 principalement par deux anciens pilotes de Québecair, Yvon Lecavalier et Pierre Ménard, ainsi que Jean-Marc Eustache et François Legault, Air Transat a réalisé son vol inaugural le 14 novembre 1987 entre Montréal et Acapulco à bord d'un Lockheed L-1011, TNC. Les pilotes sont Jean Guertin et Richard Bolduc, le mécanicien navigant Noël Arsenault. En avril 1988, Air Transat commence ses activités à l'aéroport de Toronto. Elle effectue également son premier vol pour Paris au mois de mai 1988. Celui-ci aura une durée de 6 h 45, de l'aéroport Montréal-Mirabel à l'aéroport de Paris-Orly.
Le 22 novembre 1990, Transat A.T. inc. signe une entente avec le Fonds de solidarité FTQ de la Fédération des travailleurs du Québec portant sur l'investissement de quatre millions de dollars servant à soutenir la poursuite de son développement. En décembre 1990, la flotte compte cinq appareils de type L-1011.
En 1992, Air Transat fête son cinquième anniversaire avec l'ajout de trois Boeing 727-200, l'ouverture de ses activités à Québec ayant commencé dès le début de ses activités durant l'hiver 1987-1988.
En mars 1997, Air Transat est désignée comme second transporteur aérien régulier (avec Air Canada) sur les liaisons entre la France et le Canada. Air Transat, qui assurait déjà des vols nolisés entre le Canada et plusieurs grandes villes françaises, remplace Canadian Airlines qui avait abandonné ces liaisons pour des raisons budgétaires à la fin de l'année 1996.
Le 3 février 2005, Air Transat procède à l'inauguration officielle de ses installations dans la zone aéroportuaire de Montréal-Trudeau. Puis, la même année, ses agents de bord changent d'uniforme et portent désormais des tenues du styliste canadien réputé Simon Chang (en).
Air Transat annonce en mai 2012 avoir signé un accord de gel des salaires avec ses pilotes pour les années 2012 et 2013. La compagnie, en difficulté financière, remplace les augmentations de salaire par des bonus accordés en fonction des résultats financiers de l'entreprise.
Air Transat exploite aujourd'hui des vols vers quelque 60 destinations dans 26 pays. Elle est la 4e plus grande compagnie aérienne canadienne et membre fondateur du Conseil national des lignes aériennes du Canada.

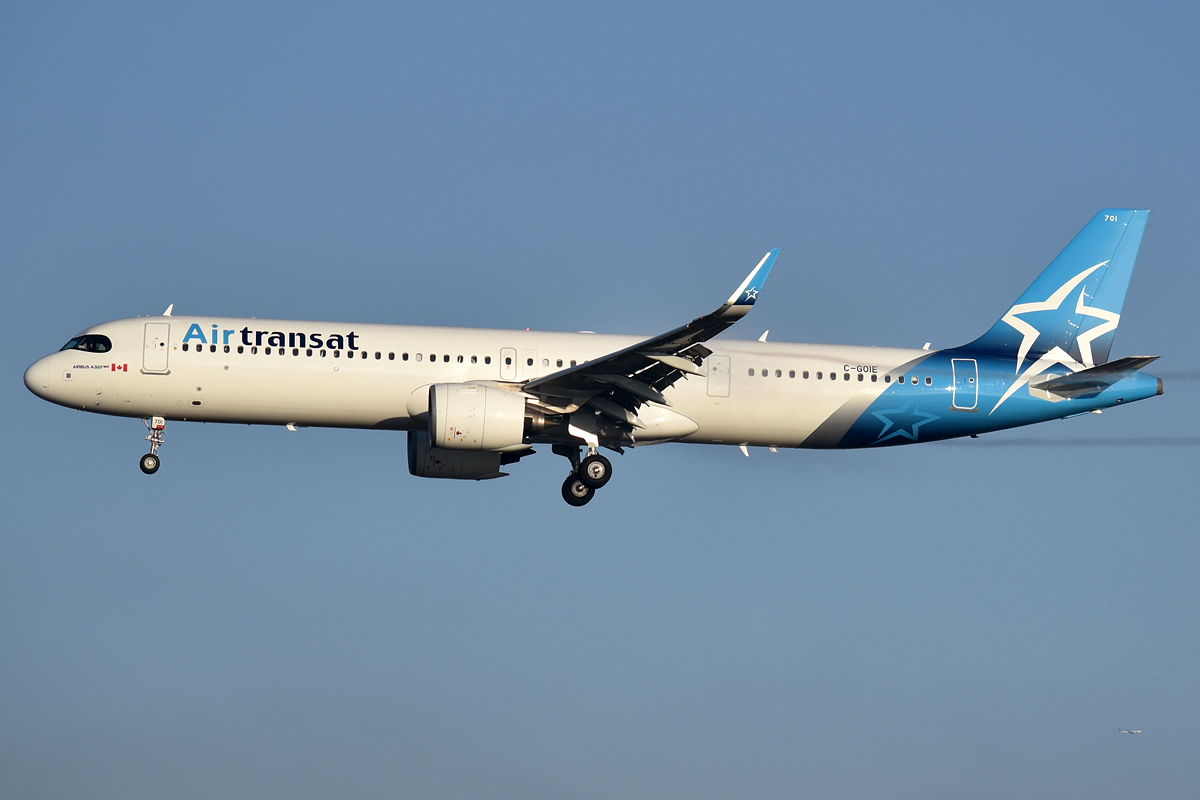
Airbus A321neo d'Air Transat.

Le 18 juin 2017, Air Transat devient la première compagnie canadienne à assurer une liaison directe entre Montréal et Tel-Aviv avec deux liaisons hebdomadaires en Airbus A330-200 de 332 places.
En janvier 2020, Forbes nomme Air Transat dans son Palmarès des meilleurs employeurs au Canada, à la 8e position au Canada.
Le 28 novembre 2023, Air Transat et Porter annonce une coentreprise pour partager leur réseau.

## Projet d’acquisition de Transat AT
En mai 2019, la presse annonce qu'Air Transat est en voie de passer aux mains d'Air Canada pour un prix de 13 $ par action. Groupe Mach fait subséquemment une offre de 14 $ par action qui ne sera pas étudiée par Transat A.T.
Le 27 juin 2019, Air Canada annonce une entente formelle selon laquelle elle pourrait acquérir Air Transat au coût de 520 millions $ si l’entreprise reçoit l’aval du Bureau de la concurrence ainsi que celui des deux tiers des actionnaires.
Le 11 août 2019, Air Canada annonce augmenter son prix d'achat de 13 à 18 $ par action, ce qui représente un montant total d'environ 720 millions $, contre sa proposition initiale de 520 millions $.
Le 23 août 2019, le projet d'acquisition par Air Canada est approuvé à 94,7 % par l'assemblée des actionnaires. Le prix alors offert de 18 $ par action sera révisé à 5 $ par action en octobre 2020.
Mais le 2 avril 2021, Air Canada et Air Transat annoncent mettre fin à leur projet de rapprochement, face aux réticences des autorités de la concurrence de la Commission européenne qui craint que le rapprochement n'ait un impact négatif sur l'offre et les prix.

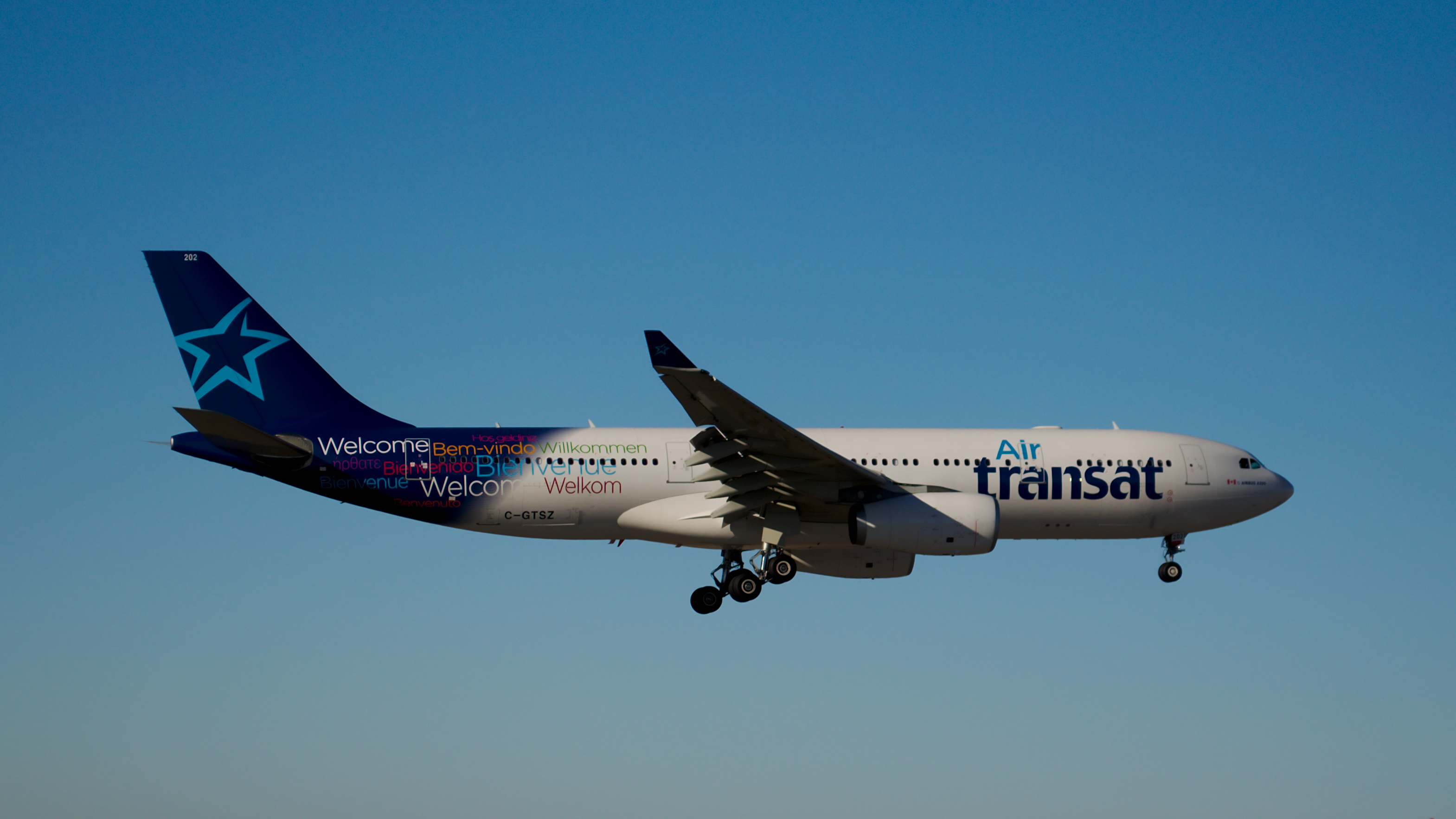
A330 d'Air Transat en fin de vol à l'aéroport de Montréal.
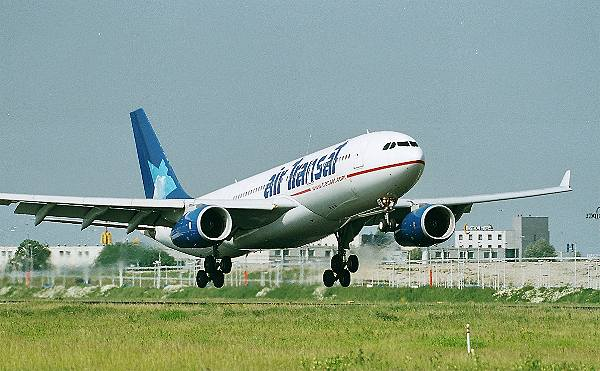
Air Transat A330 au départ d'Amsterdam-Schiphol.
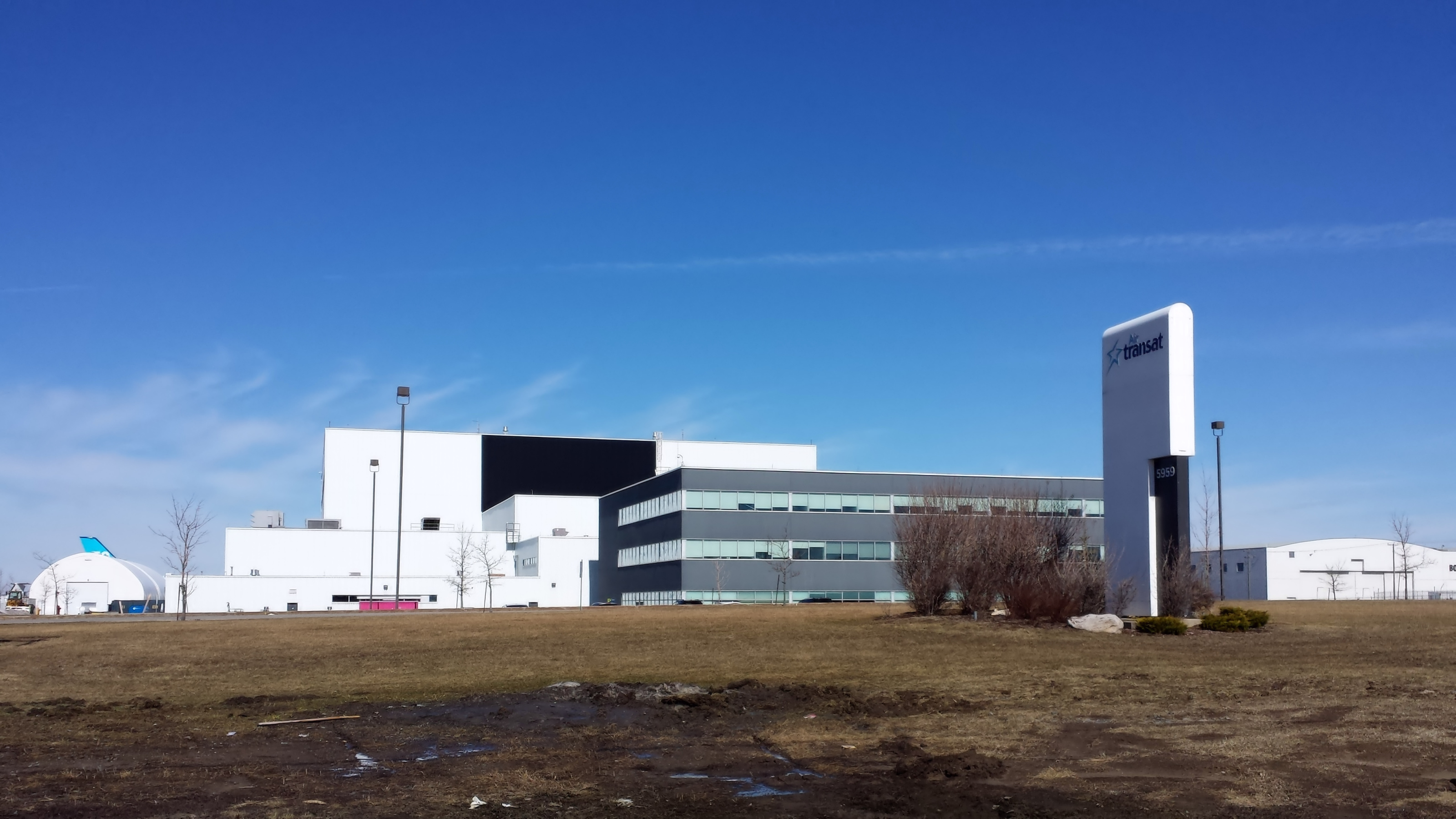
Siège social d'Air Transat.

### Identité visuelle (logo)

Logo d'Air Transat jusqu'en 2004.
Logo d'Air Transat de 2004 au 17 mai 2011.
Logo d'Air Transat à partir du 17 mai 2011 au 14 novembre 2017[15].
Logo d'Air Transat depuis le 14 novembre 2017[16].

## Chiffres clés
- Passagers transportés = 4 300 000 (2016)[3]

## Destinations
Les vols d'Air Transat embarquent dans plus de 19 villes canadiennes vers des destinations de vacances, principalement 15 pays du sud en hiver et 11 pays européens en été. Durant la saison hivernale, les destinations principales sont les Caraïbes, le Mexique et l'Amérique centrale, avec également de nombreux vols vers l'Europe. De plus, la compagnie aérienne assure de nombreuses liaisons entre des villes canadiennes.

## Partenariats
De 2003 à 2007, Transat A.T. inc. a eu une entente avec la société WestJet, qui permettait aux voyagistes Vacances Air Transat et Nolitour/World of Vacations, qui faisaient partie de Transat, de noliser les appareils de WestJet au départ d'une vingtaine de villes canadiennes en direction d'une vingtaine de destinations soleil,.
Pour les vols entre le Canada et les États-Unis, Air Transat possédait un accord de partage de codes avec CanJet. Seuls les vols de la série TS 800 à 999 sont exploités par un transporteur autre qu’Air Transat soit CanJet. Tous les vols TS des autres séries sont exploités par Air Transat. L'entente de partenariat entre les deux compagnies aériennes signée en 2009, a pris fin en avril 2014,.
L'objectif de Transat est de mettre sur pied une flotte qui sera modulable, selon les besoins saisonniers de son transporteur aérien.
En juillet 2013, Transat a donc annoncé la signature d'une entente de location à long terme pour quatre petits porteurs avec la compagnie Lease Finance Corporation (ILFC). Ces appareils feront partie de la flotte permanente d'Air Transat et entreront en service pour la saison d'été 2014.
Transat a aussi annoncé une seconde entente en septembre 2013, cette fois avec Transavia France pour la location saisonnière de Boeing 737-800 qui seront déployés en hiver sur les destinations soleil du Mexique et des Caraïbes.

## Incidents
- À la suite d'une fuite sur l'un des moteurs, le vol 236, un Airbus A330-200 assurant la liaison entre Toronto et Lisbonne le 24 août 2001, doit se dérouter d'urgence sur les Açores, plus précisément sur la base aérienne de Lajes (Portugal). À court de carburant, le commandant Robert Piché et le premier officier Dirk DeJager effectuent les vingt dernières minutes de vol et l'atterrissage en vol plané, en permettant ainsi de sauver 293 passagers et 13 membres d'équipage. Robert Piché pilotera encore pour Air Transat malgré l'incident jusqu'au 2 octobre 2017, date de son départ à la retraite. Cet incident et la vie du commandant Robert Piché ont fait l'objet d'un film québécois, Piché, entre ciel et terre (2010), réalisé par Sylvain Archambault pour un budget de 7 millions de dollars[source secondaire nécessaire].
- À la suite d'une tempête de grêle, le vol 906[21], un Lockheed L-1011 Tristar assurant la liaison Lyon — Berlin le 6 juillet 2001 doit revenir à Lyon à cause de dégâts provoqués par la grêle. L'avion atterrit sans problème et aucun des 211 passagers à bord n'est blessé. Le Lockheed aurait pu être réparé mais celui-ci, en fin de vie, est vendu à l'aéroport pour la somme symbolique de 1 € par Air Transat. L'avion n'a plus jamais volé et il est aujourd'hui stationné dans le secteur du CargoPort près d'un hangar au sud des terminaux.
- Le 5 mars 2008, un Airbus A310-308 opéré par Air Transat a effectué le vol TSC211 entre l'aéroport international de Québec/Jean-Lesage et l'aéroport international de Montréal/Pierre-Elliott-Trudeau au Québec. Pendant la phase de montée, la vitesse verticale a atteint 6300 pieds par minute, avec une inclinaison du nez de 19°. En préparation pour le palier, le pilote aux commandes a utilisé le compensateur électrique pour corriger l'assiette en piqué. Bien que l'aéronef ait stoppé sa montée à 3100 pieds asl comme assigné, il a ensuite entamé une descente non intentionnelle jusqu'à 1300 pieds asl avant que le contrôle de tangage ne soit rétabli. L'équipage a déclaré une urgence, mais l'aéronef a réussi à poursuivre son vol jusqu'à Montréal, où il a atterri sans incident. L'inspection post-vol n'a révélé ni dommage ni anomalie, et aucun blessé n'a été signalé[22].

## Flotte
La flotte d'Air Transat en avril 2025 est composée des appareils suivants :
| Avions          | En service | Commande | Sièges | Sièges  | Sièges  | Notes               |
| Avions          | En service | Commande | Club   | Éco     | Total   | Notes               |
| --------------- | ---------- | -------- | ------ | ------- | ------- | ------------------- |
| Airbus A320     | 1          | -        | -      | 180     | 180     |                     |
| Airbus A321     | 8          | -        | -      | 198/220 | 198/220 |                     |
| Airbus A321neo  | 19         | -        | 12     | 187     | 199     | [ 25 ]              |
| Airbus A321XLR  | -          | 3        |        |         |         | Livraisons en 2026. |
| Airbus A330-200 | 14         |          | 12     | 320/333 | 332/345 |                     |
| Airbus A330-300 | 2          | -        | 12     | 334     | 346     |                     |
| Total           | 44         | 3        |        |         |         |                     |

## Polémique

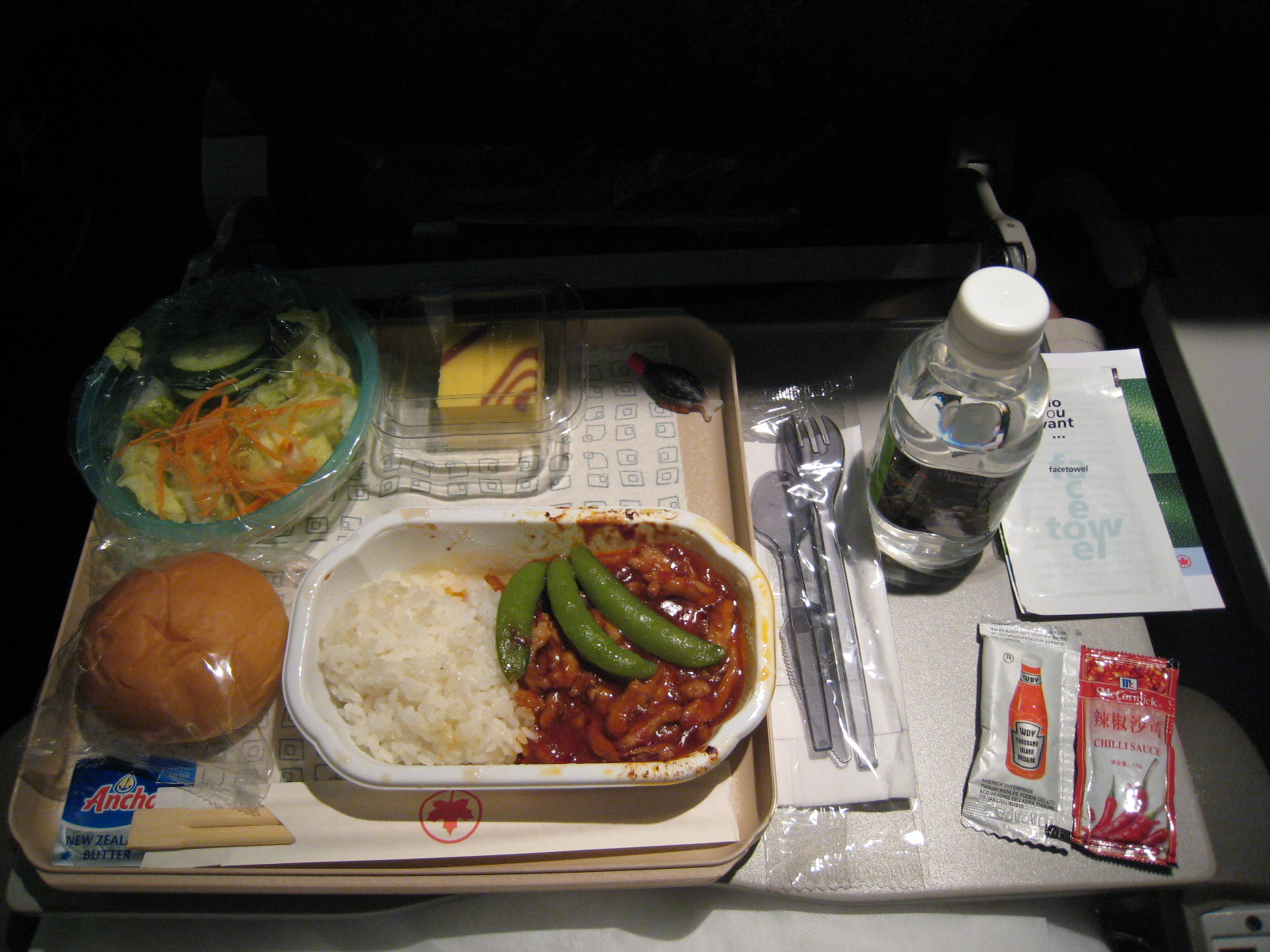

En mars 2016, le porte-parole d'Air transat annonce que la compagnie n'offrira plus de repas particulier pour certains clients qui voyagent en classe économique, pour les vols transatlantiques. Cela a suscité la polémique après la réaction sur les réseaux sociaux d'un grand nombre de clients.
La compagnie peut accommoder les exigences d'un repas cachère pour un client mais pas les intolérants au gluten et à d'autres aliments. Après multiples questions, ce changement soudain reste encore sans réponses actuellement.
Air Transat explique que les personnes ayant des allergies peuvent apporter leurs propres repas à bord ou demander à être surclassé, contrairement à leur concurrent majeur Air Canada, qui vise à offrir une variété de repas répondant aux besoins de chaque passager.
Cette nouvelle politique a suscité une certaine polémique, notamment pour certains vols en direction de États-Unis qui proposent aux passagers d'acheter leurs repas à la carte, mais sans accommodements particuliers.

## Galerie de photographies

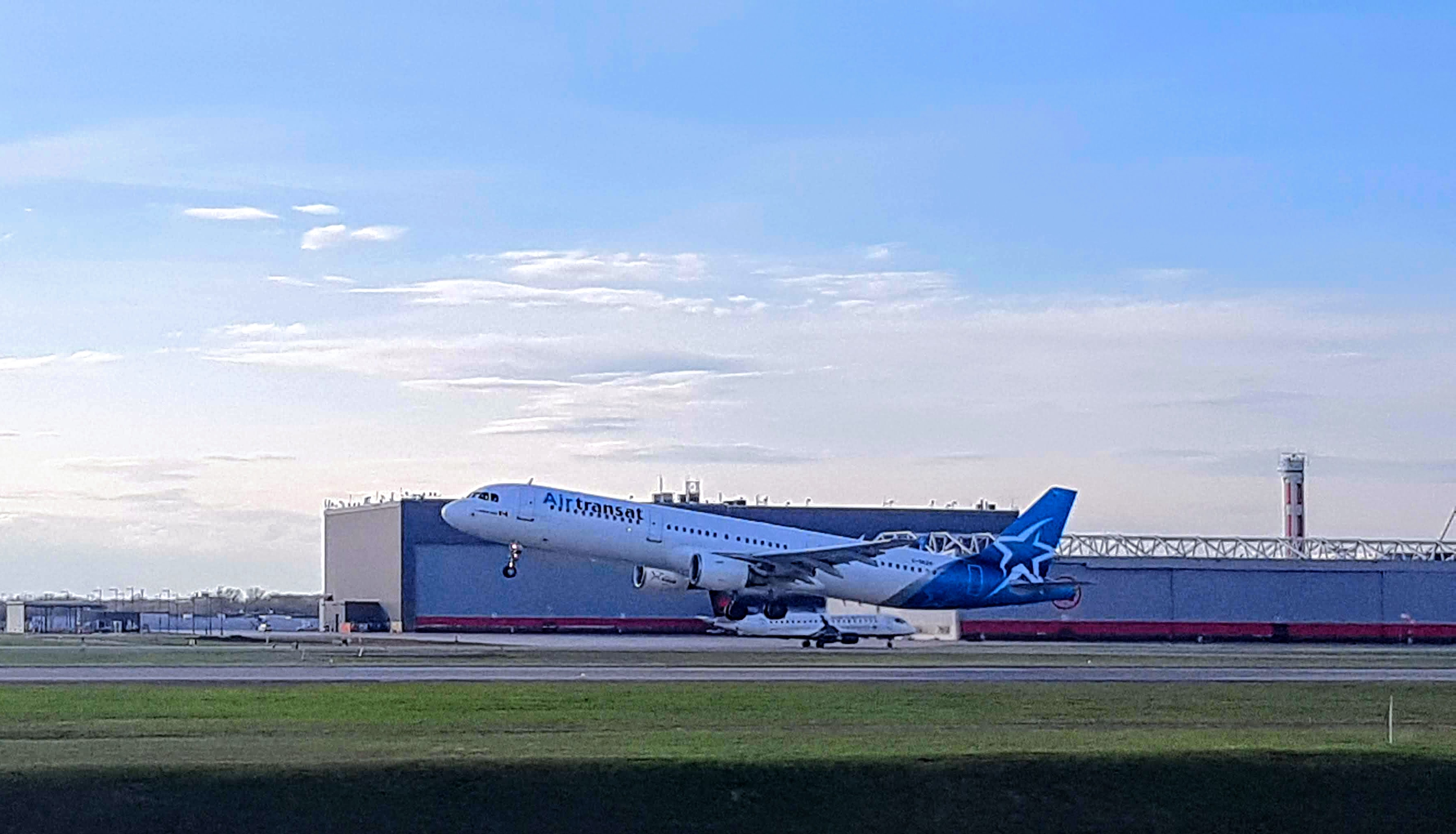
Airbus 321-200.

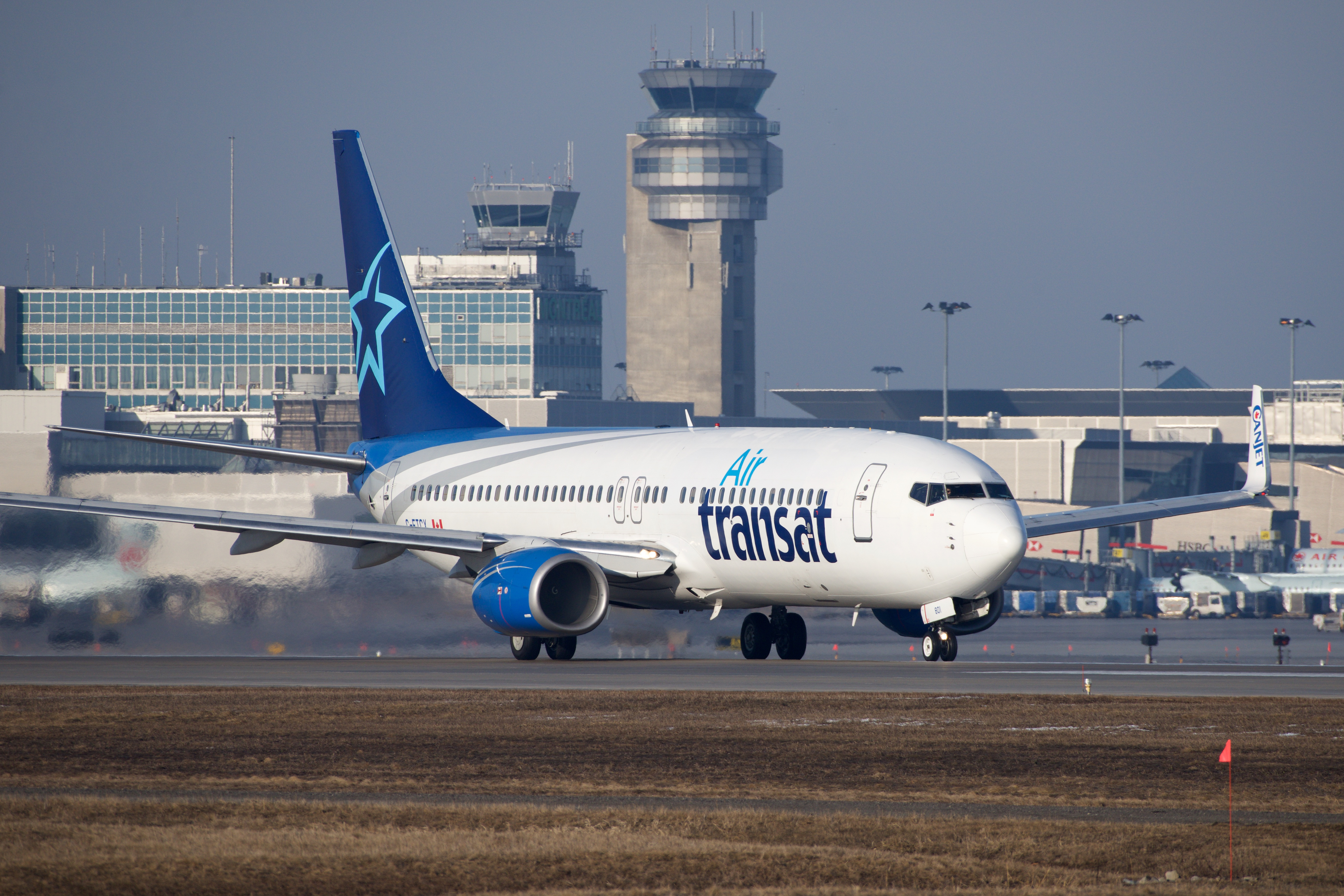
B737-800 d'Air Transat.
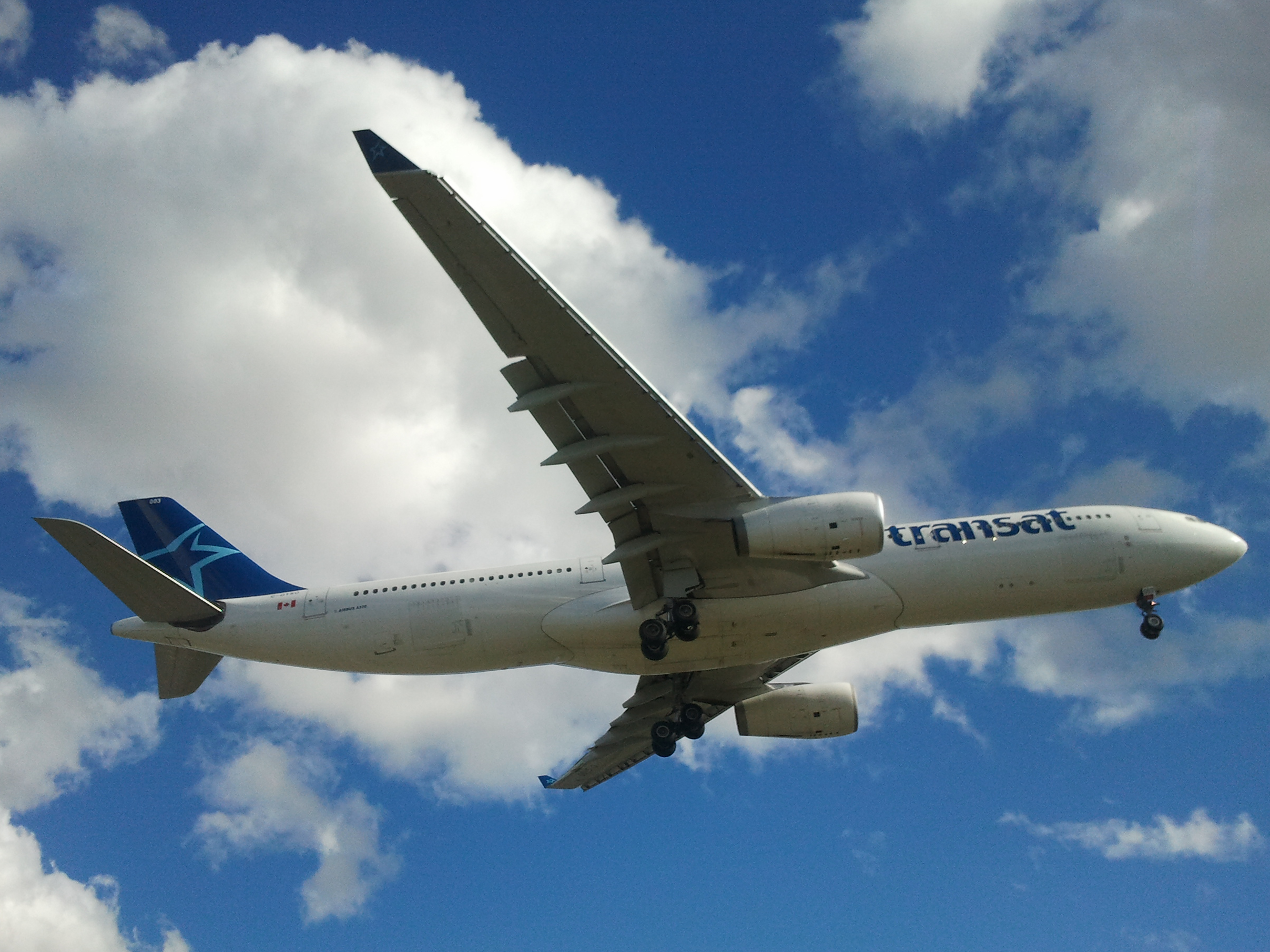
A330 d'Air Transat.
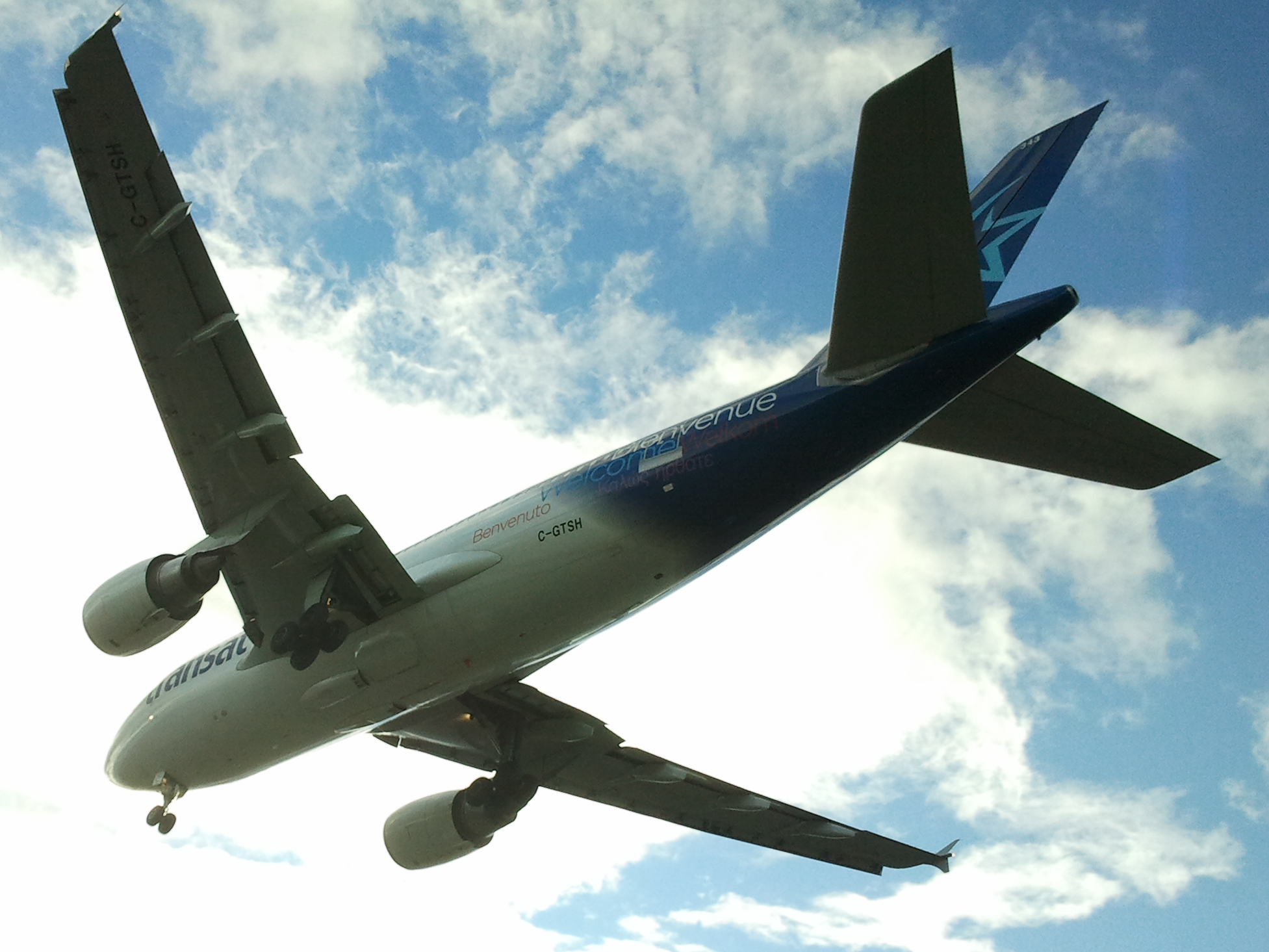
A310 aux nouvelles couleurs d'Air Transat.
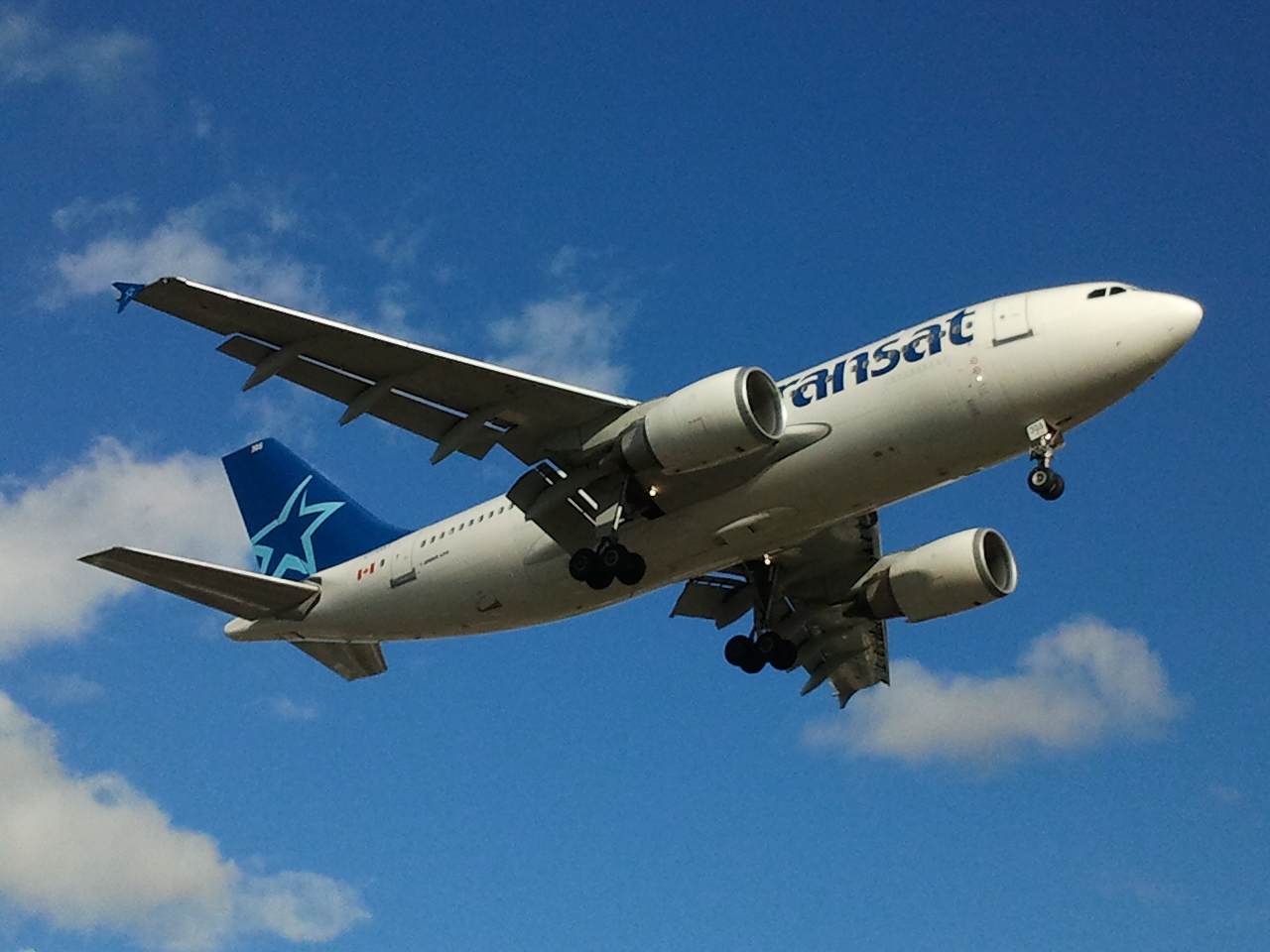
A310 d'Air Transat.
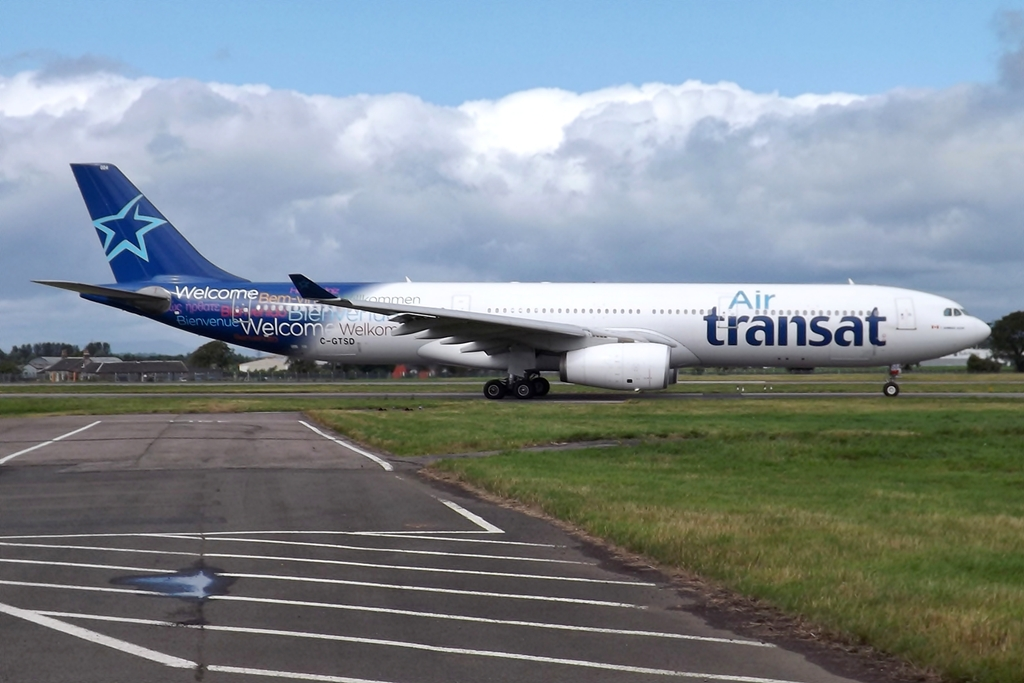
Air Transat A330.
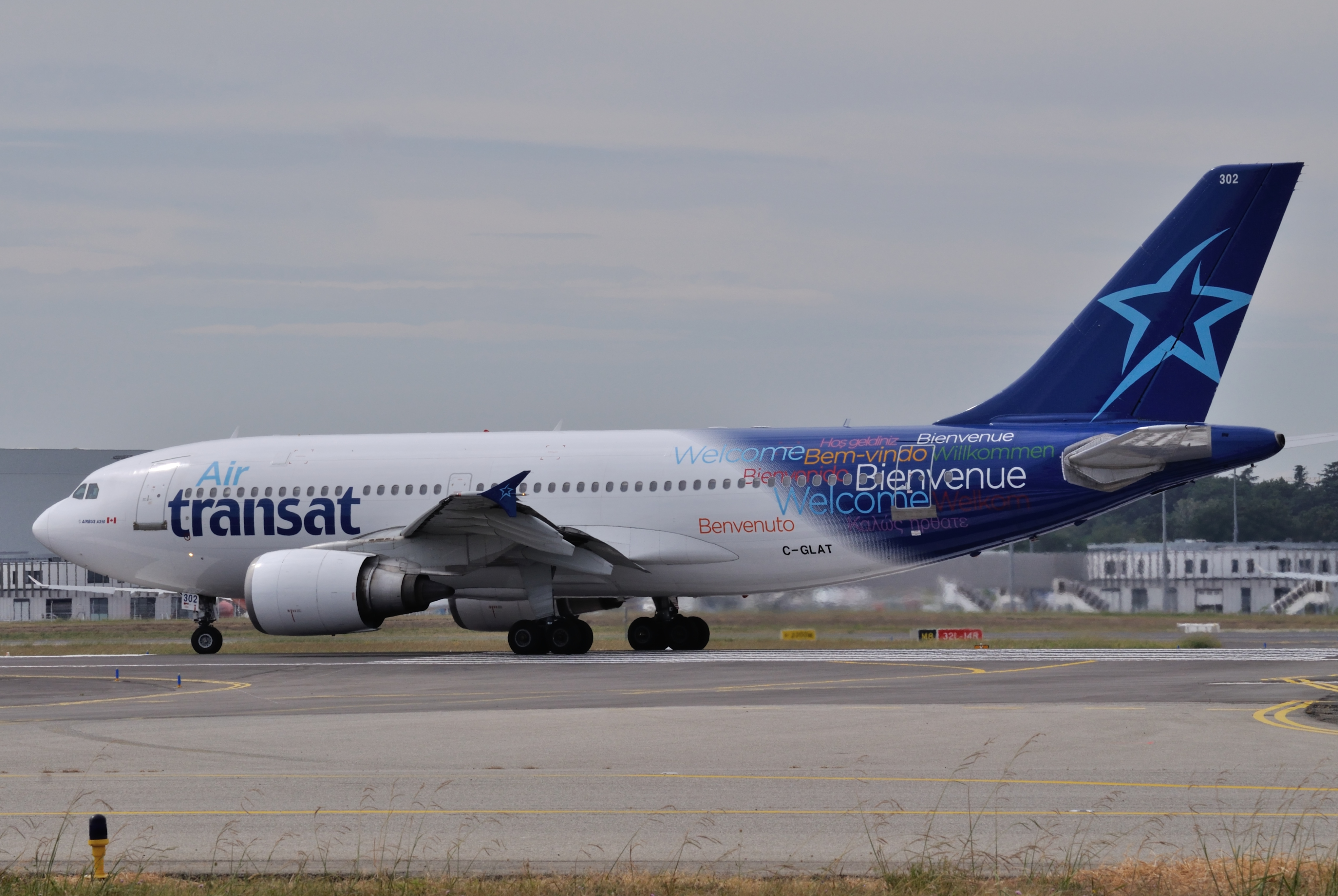
A310 à Toulouse.

## Détail des immatriculations
A321 CEO (8) : C-GEZD C-GEZJ C-GEZN C-GEZO C-GEZX C-GTCY G-CTXQ
A321 LR (17) : C-GOIE C-GOIF C-GOIH C-GOIJ C-GOIK C-GOIM C-GOIO C-GOIP C-GOIR C-GOIS C-GOIW C-GOIX C-GOJC C-GOJQ C-GOKC C-GOKE C-GOKF C-GOKG C-GOKH
A330-200 I (7) : C-GUFR C-GUBC C-GUBD C-GUBF C-GUBH C-GUBL C-GUBT C-GUBA C-GUFU C-GUFZ
A330-200 (4) : C-GPTS C-GTSJ C-GTSR C-GTSZ
A330-300 (2) : C-GTSD C-GUBO